# Kon-El
Kon-El è un personaggio dei fumetti pubblicati negli Stati Uniti d'America da DC Comics, creato da Karl Kesel e Tom Grummett. È una nuova versione dell'alter ego di Superboy, che è una variante più giovane di Superman; esordì su Adventures of Superman n. 500 (giugno 1993).
Originariamente era un clone metaumano di origine umana geneticamente ideato per somigliare a Superman e averne i poteri, ma successivamente ne fu corretta la biografia - Teen Titans (vol. 3) n. 1 (settembre 2003) - come ibrido fra un kryptoniano, Superman, e un umano, Lex Luthor, nemesi del supereroe.

## Biografia del personaggio
Inizialmente il personaggio era noto come "Esperimento 13" in quanto prodotto all'interno del Progetto Cadmus; quando riuscì poi a fuggire, si identificò come Superman; coloro che non lo accettavano come tale si riferivano a lui chiamandolo "The Kid" (il ragazzo), "Superkid" e "Superboy", un nome che lui odiava. Dopo il ritorno di Superman, questi lasciò che utilizzasse il nome di "Superboy" e che continuasse a portare il simbolo con la "S" sul petto. Durante questo periodo, non ebbe altre identità, con Tana che lo chiamava "Kid" e Roxy che lo chiamava "S.B.". Successivamente, Superman gli diede il nome di "Kon-El". Mentre si trovava sotto copertura al Montridge High, il primo tentativo di Superboy di un'identità umana fu Carl Krummett, un gioco di parole dai nomi dei creatori del personaggio. Quando Superboy si trasferì a Smallville agli inizi della sua carriera con i Teen Titans, gli fu data un'identità civile da Superman: Conner Kent, cugino di Clark Kent.

### Origini
Dopo la morte di Superman per mano di Doomsday, Paul Westfield, direttore del Progetto Cadmus, volle creare un clone-rimpiazzo di Superman, che avrebbe seguito i piani di Cadmus, così come dei piani personali. Fallendo nell'acquisire i corpi di Superman e di Doomsday dalle autorità federali quando Lex Luthor (in un corpo clonato che si fingeva il suo proprio figlio) e la sua forza di sicurezza, Team Luthor, misero un fermo ai loro piani, un gruppo di agenti di Cadmus rubò segretamente il corpo di Superman dalla tomba con Westfield a vigilare sull'operazione. Il corpo di Superman fu inviato al laboratorio di ricerca genetica del Progetto Cadmus per cominciare il piano di creazione del clone in segreto, innestando i campioni di DNA di Superman in un modello di scansione cerebrale preso quando Superman era ancora vivo dalla creazione genetica "DNAlien" Dubbilex. Dopo che il Guardiano scoprì cosa aveva fatto Westfield, quest'ultimo riuscì a convincerlo che fosse per una giusta causa. Incapace di creare un clone a causa dell'impossibilità di ottenere un campione diretto di DNA dal corpo indistruttibile di Superman, e poiché le tecniche di clonazione usuali erano inutili sulla fisiologia aliena, al corpo di Superman fu data una scansione capillare elettronica dagli altri direttori di Cadmus precedentemente noti come Newsboy Legion. Riuscirono ad utilizzare i risultati della scansione insieme a del lavoro precedente per creare dati, memorizzati su un disco, che contenevano una stretta approssimazione dei veri e propri dati del codice genetico di Superman. Mentre la squadra della scansione volle testare il "DNA digitale" e pensarono a proposito del suggerimento del Guardiano di creare dei suoi cloni per riempire il vuoto durante il test sul DNA, Westfield volle creare un clone di Superman immediatamente. Inviò Auron, un super soldato cibernetico clonato dal Guardiano e creato dalla squadra segreta di ingegneria genetica di Westfield, per ritrovare il disco con la forza via nome in codice "Sanction Blue". Prima che Westfield potesse ottenere il disco, i cloni della Newsboy Legion originale convinsero Auron che lui era il Guardiano originale sulla base di avere un collegamento con lui via DNA. Lui si ribellò contro Cadmus e se ne andò con il disco digitale del DNA per proteggere l'eredità di Superman.
Dopo la situazione di Auron e il ritrovo del corpo di Superman da parte di Lois Lane, Supergirl e Lex Luthor, Westfield e la sua squadra segreta di ingegneria genetica trovarono altri modi per creare un clone di Superman che avrebbero potuto mettere subito in cantiere. Invece di clone diretto di Superman, decisero di alterare geneticamente un clone umano perché somigliasse a Superman e crearono un clone che fosse l'equivalente più vicino ad un kryptoniano su cui poter basare la loro ricerca. Carl Packard, capo del progetto della creazione di Auron, fu il capo della creazione del clone e gli fu data piena autorità per esplorare ogni mezzo per creare il clone, mentre Westfield gli forniva il solo campione di DNA che egli sentiva avrebbe reso il clone più facile da controllare. Durante la loro ricerca, quando ebbero il corpo di Superman, gli scienziati di Westfied scoprirono un'"aura" che circondava il corpo del supereroe, che fornì all'ex kryptoniano parte dei suoi poteri. L'aura fu tradotta in un campo telecinetico per un umano che intendeva simulare, clonandole, le abilità di Superman di volo, invulnerabilità e forza. Questa fu poi nota dagli scienziati come telecinesi tattile. Dopo dodici tentativi falliti, il clone noto come Esperimento 13 crebbe da una singola cellula fino ad un adolescente in meno di una settimana e fu un completo successo. Al clone furono dati dei ricordi innestati e fu sottoposto ad un processo di maturazione artificiale per farlo giungere all'età di Superman. Questo clone fu successivamente noto come Superboy.

### Regno dei Superman!
I cloni della Newsboy Legion liberò l'Esperimento 13 dal tubo in cui era tenuto nel laboratorio 13 del Progetto Cadmus. Attaccò immediatamente Carl Packard e fuggì con i Newsboys nel condotto dell'aria degli impianti Cadmus. A differenza di Auron, il cervello dell'Esperimento 13 rifiutò ogni tentativo fatto da Cadmus per programmare il clone con ogni parola di comando impiantata. Il suo processo di invecchiamenti si arrestò, e lasciò Cadmus all'età approssimativa di un adolescente di sedici anni con l'innestata conoscenza corrispondente di ogni ragazzo della sua età.
Rifiutando di essere chiamato "Superboy" dai cloni dei Newsboys, il clone si credette davvero un clone di Superman e volle essere chiamato così. Giunto a Metropolis per la prima volta e girando per le strade grazie ai ricordi impiantati dal Progetto Cadmus, Superboy affrontò la sua prima battaglia e fermò il criminale Sidearm dal rapinare una banca utilizzando i suoi poteri. Dopo aver salvato una donna da un gruppo di delinquenti che tentavano di vandalizzare la statua commemorativa di Superman, Superboy fece una visita di sorpresa a Lois Lane al Daily Planet. Qui incontrò Tana Moon, una giovane reporter mezza hawaiana che precedentemente lavorava per la WGBS che era una dipendente del Planet, ma che soffriva nel doversi occupare di pezzi da quattro soldi. Facendola volare fino al tetto dell'edificio, Superboy rivelò alla ragazza che era un clone di Superman e lei utilizzò questa storia per ritornare alla WGBS come anchorwoman con l'intervista esclusiva a Superboy. Dopo aver visto l'intervista, Luthor si arrabbiò al punto di sfasciare il televisore. Sotto l'impressione che Superman non poteva essere stato clonato direttamente dal Progetto Cadmus quando acquisirono il corpo di Superman, Luthor si confrontò con Carl Packard, l'uomo con cui aveva un affare, a proposito di Superboy. Packard rivelò a Luthor l'improvvisa creazione di Superboy e le sue vere origini.
Anche "L'Uomo del Domani" (Cyborg Superman), "L'Ultimo Figlio di Krypton" (l'Eradicatore) e "L'Uomo d'Acciaio" (Henry Johnson, alias John Henry Irons) fecero la loro prima comparsa in quel periodo, i primi due dei quali affermarono di essere il vero Superman resuscitato. Il capo della WGBS, Vincent Edge, cospirò per focalizzare tutte le coperture televisive su Superboy; facendo di lui il Superman ufficiale con Tana Moon come reporter delle sue imprese. Combattendo contro criminali come Steel Hand, Superboy ricevette un sacco d'attenzione e un alto indice d'ascolto per la WGBS mentre Lois Lane e Martha Kent disapprovavano le sue azioni. Durante una battaglia tra l'Uomo d'Acciaio e due gang in cui la disattenzione del giovane eroe portò all'uccisione del pilota dell'elicottero su cui stava Lois Lane, Superboy dimostrò rimorso dopo una lezione dall'Uomo d'Acciaio sull'importanza di essere un eroe e successivamente aiutandolo a fuggire da un incendio scoppiato quando l'Uomo d'Acciaio venne attaccato da "Il Coniglio Bianco", Dr. Angora Lapin e atterrò su una tanica esplodente. Dopo aver fallito nel tentativo di reclutare l'Uomo d'Acciaio nella LexCorp, Luthor tentò di portare Superboy dalla sua parte utilizzando Supergirl per attirarlo al Team Luthor. Dopo aver incontrato l'agente Rex Leech e sua figlia Roxy, Superboy firmò con la WGBS un contratto esclusivo con Rex Leech mettendo in piedi in segreto un combattimento tra Superboy e il criminale Stinger che distrusse l'Hobsneck Bridge a Metropolis.
Dopo essere stato informato da Tana Moon della distruzione di Coast City, Superboy arrivò per investigare con "L'Uomo del Domani", il Cyborg Superman. Cyborg Superman distrusse la loro scorta militare con la sua vista calorifica e si scoprì in seguito essere Hank Henshaw, il vero maestro dietro la città distrutta con Mongul che agiva sotto i suoi ordini e colui che attaccò l'Eradicatore prima della distruzione di Coast City. Superboy fu attaccato dal Cyborg Superman e fu imprigionato ad "Engine City", un motore gargantuesco alimentato a kryptonite costruito con le rovine di Coast City e parte di un piano per trasformare la Terra in un nuovo Pianeta della Guerra. Il Cyborg Superman utilizzò l'immagine di Superboy per ingannare la Justice League per farli uscire dal pianeta e lasciare la Terra indifesa. Utilizzando inconsciamente la sua abilità telecinetica tattile per spezzare le sue restrizioni, Superboy evase da Engine City e si incontrò con l'Uomo d'Acciaio, Luthor, Lois Lane e Supergirl a Metropolis. Poco dopo, arrivò il vero Superman con indosso una tuta da guerra kryptoniano e non al pieno della forze.
Quando Superman seppe del piano di distruzione di Metropolis di Mongul e di Cyborg Superman, Superboy si unì a Superman e ad Irons (che assunse il nome di "Acciaio" su suggerimento di Superman) in un assalto ad Engine City (poi raggiunti da un'invisibile Supergirl e da Hal Jordan|Lanterna Verde). Durante la battaglia, un missile venne lanciato verso Metropolis con l'intento di distruggere la città e di ricreare una seconda Engine City al suo posto. Superboy lasciò la battaglia per intercettare il missile e utilizzare la sua telecinesi tattile nel tentativo di disarmarlo. Riuscì a salvare Metropolis, ma il missile detonò quando raggiunse il mare aperto. Tana Moon temette che Superboy fosse morto, dato che mostrò la vicenda dal vivo, ma Superboy lasciò il missile prima che esplodesse e si schiantasse in una discarica pubblica. Successivamente Superboy giunse con l'Eradicatore per prendere parte alla battaglia di Superman contro il Cyborg Superman. Dopo la sconfitta di Cyborg Superman da parte di Superman e il piano fallito di Mongul di distruggere la Terra, Superboy fu convinto che il ritornato Kal-El fosse il vero Superman. Dopo il suo ritorno a Metropolis, Tana Moon informò Superboy che lei lasciava la WGBS e Metropolis senza dirgli dov'era diretta.
Dopo che Superboy rivelò alla televisione che era il risultato di un esperimento genetico del Progetto Cadmus, e che lo stesso Cadmus lo stava cercando, il Direttore Esecutivo Westfield inviò il Guardiano per riportare indietro Superboy dopo aver fallito la sua cattura con "Payback DNAliens" che inviò senza che il personale di Cadmus lo sapesse. Convinto da Superman che nessuno gli avrebbe fatto del male, Superboy ritornò a Cadmus con Superman e il Guardiano e seppe la verità circa le sue origini. Superboy fu informato dagli scienziati di Cadmus che fu creato dal solo DNA umano e che fu geneticamente progettato per sembrare sia Superman che per mimare i suoi poteri primari tramite un campo telecinetico. Dopo aver saputo la verità, Superboy rivelò di essere d'accordo nel lasciare che Superman tenesse i diritti sul nome di "Superman", marchio registrato e il simbolo che furono registrati per Superboy dopo la sua morte dal manager di Superboy, Rex Leech. Leech rifiutò di abbandonare i diritti in favore di Superman affermando che le Rex Leech Enterprises possedevano il nome. Roxy Leech, agendo da amministratrice delegata delle Rex Leech Enterprises, si alleò con Superboy e vendette i diritti di Superman e il nome per un dollaro. Superman in cambio disse a Superboy e a Rex Leech che la metà dei profitti sarebbe andata in carità, avrebbe anche permesso a Superboy e al suo manager di utilizzare il simbolo del merchandising e il ragazzo poteva farsi chiamare "Superboy" sentendo di essersi guadagnato il soprannome. Inizialmente riluttante ad utilizzare il nome, Superboy accettò e decise di girare il mondo con un tour che Rex Leech pianificò per stabilire il suo nuovo nome. Dubbilex, fu assegnato al Progetto Cadmus come accompagnatore di Superboy, assistendo nella pianificazione del tour come accompagnatore di Superboy e dei Leech.

### Superboy(1994-2002)
Una serie su Superboy debuttò nel 1994 e durò 102 numeri (con data di copertina dal febbraio 1994 al luglio 2002) più 4 Annual (dal 1994 al 1997), terminando nel 2002. Karl Kesek e Tom Grummett fecero parte del team creativo per i primi 30 numeri. Ron Marz divenne scrittore della serie da n. 31 fino al n. 41 con alcuni altri numeri scritti da lui successivamente. Eddie Berganza scrisse il n. 44 e Barbara Kesel divenne la scrittrice della serie dal n. 42 fino al n. 49. Kesel e Grummett ritornarono alla serie nel n. 50.

### Eroe delle Hawaii
Superboy ottenne della pubblicità durante il "Supertour" di Rex Leech, che incluse copertura mediatica e comparse nei talk show. Con Honolulu, le isole Hawaii divennero l'ultima fermata del grande viaggio, Rex Leech approfittò del tour e vendette articoli di Superboy durante una pubblicità di stunt, dove Roxy si lanciava da un elicottero per essere salvata dal giovane eroe. D'altro canto, chi li trasferì alle Hawaii, rapì Roxy dopo la fine della pubblicità, ma Superboy sconfisse questa persona con l'aiuto di Dubbilex. Superboy incontrò Sam Makoa, un agente federale Hawaiano, che si volle assicurare che l'eroe stesse solo visitando le Hawaii e non intendeva restare permanentemente. La presenza di Superboy sull'isola incrementò le attività dei Silicon Dragons, la più grande organizzazione criminale della costa pacifica, guidata da Lady Dragon con un codice d'onore che li costringeva ad utilizzare una forza equivalente a quella dei loro avversari. Successivamente, Superboy incontrò Tara Moon, che si trasferì alla sua vecchia casa nelle Hawaii per lavorare per la stazione televisiva KONA-TV come reporter. Dopo aver sconfitto alcuni membri dei Silicon Dragons a Mamala Bay, Superboy decise di allungare la sua permanenza nelle Hawaii.
Superboy attirò l'attenzione di Knockout, un ex membro delle Furie Femminili in cerca di brividi del pianeta Apokolips, la cui identità segreta fu una danzatrice esotica di nome Kay che lavorava al Boom Boom Room. Dopo che Superboy accettò di tenere sott'occhio l'antico artefatto Hawaiano noto come la Lancia di Lono al Museo di Storia delle Hawaii, la lancia venne rubata da Knockout, il che portò ad un combattimento tra i due. Knockout affermò di aver rubato la lancia solo per attirare l'attenzione di Superboy e lo baciò dopo avergli dato un pugno. La Lancia fu poi rubata da Scavanger, che voleva utilizzarne i poteri mistici, ma che necessitava della gemma mancante nascosta a Maui. Dopo aver sconfitto Scavenger, Superboy si ammalò dopo aver contratto un virus che afflisse tutti i cloni di Cadmus. Prima che Dubbilex e Superboy entrarono alla base di Pearl Harbor per avere un passaggio fino a Cadmus, Tana Moon rivelò i suoi sentimenti per il giovane clone con grande disappunto di Roxy Leech, che era innamorata di Superboy ed odiava la reporter. Il Dottor Arnold Kaua, curatore del Museo di Storia delle Hawaii, voleva la lancia per diventare il primo eroe Hawaiano, e invece si trasformò in Silversword, quando infine si fuse con l'"antimetallo" e ottenne i super poteri. Ignorando la sua malattia, Superboy riuscì a fermarlo dall'attaccare la Marina degli Stati Uniti sull'isola di Kaho'olawe ma al costo di peggiorare la sua condizione.
Anche Lex Luthor contrasse il virus dei cloni e accusò il Progetto Cadmus di averlo infettato. Questo portò ad una battaglia tra la LexCorp e Cadmus a Metropolis, mentre gli Underworlders si avvantaggiarono nel conflitto attaccando gli agenti di Cadmus e civili innocenti. Quando Paul Westfield tentò di sterminare gli Underworlders con un missile puntato sul cuore di Metropolis, venne assassinato dallo scienziato pazzo Dabney Donovan, creatore degli Underworlders e vera mente dietro il virus dei cloni. Cadmus scoprì una cura per il virus tramite il sangue del Guardiano, e Superboy fu il primo ad essere curato. Luthor inviò un gruppo dei suoi soldati "Lex-Men" al fine di ottenere la cura a tutti i costi, ma fallì quando i suoi soldati si trovarono davanti a Superman e all'ormai guarito Superboy. Durante la battaglia contro i due eroi, i Lex-Men riuscirono nel loro secondo obiettivo, la distruzione del Progetto Cadmus, sovraccaricando il nucleo del reattore di gravitoni. Dopo che la battaglia tra Cadmus e la LexCorp (comprensiva dello sconfitto Luthor), Superboy aiutò gli sforzi di salvataggio nel centro di Metropolis dove un terzo dell'area era stata danneggiata da Lex Luthor. Successivamente si scontrò con il Parassita, che fu un postino di nome Fred Bentson. Superboy e Bentson furono trasportati nella città di Dakota nell'universo Milestone e incontrarono Rocket, la spalla del supereroe Icon. Superboy unì le forze a quelle di Superman, Acciaio, Static, Hardware e al Blood Syndicate, per fermare il criminale manipolatore della realtà Rift, che era in realtà il trasformato Bentson che pensò di reimmaginare Metropolis e Dakota come creazioni della sua immaginazione. Prima di lasciare Metropolis, Dubbilex accettò la richiesta di Bibbo Bibbowsky di portare con sé il suo cucciolo Krypto e di dargli una nuova casa, lontano dal caos di Metropolis. Volando sul Kansas sulla strada per le Hawaii, Superboy incontrò Kal-El Superboy in una Smallville afflitta dal risultato delle anomalie delle linee temporali.
In vacanza, il Professor Emil Hamilton invitò Superboy ai Laboratori S.T.A.R. delle Hawaii per un esame. Accettando l'invito mentre era in vacanza con Tana Moon su Hilo, Superboy si sottopose ad una diagnosi cellulare. Il risultato dell'esame concluse che mentre il DNA di Superboy era completamente umano, fu creato da Cadmus per somigliare a quello di un kryptoniano anche nel tramutare il proprio corpo in una batteria solare vivente che alimentava i suoi poteri di telecinesi tattile e una possibile vulnerabilità alla kryptonite. Dopo l'esame, Hamilton diede a Superboy la possibilità di scegliersi una sua invenzione dei Laboratori S.T.A.R., e il giovane scelse un paio di "occhiali a raggi-x", che successivamente scoprì essere provvisti anche di vista calorifica e visione infrarossi. Dopo aver sconfitto la minaccia del Re Squalo e di B.E.M. su Hilo, Superboy e Tana cominciarono una relazione sentimentale. Il ragazzo decise di cancellare il Supertour e di rimanere alle Hawaii come supereroe locale insieme ai Leech e a Dubbilex. Successivamente trovò una residenza nella casa di fronte al mare vicino a Kehe Point, che egli chiamò "Il Composto". I Silicon Dragons, dispiaciuti della scelta di permanenza di Superboy, tentarono di uccidere l'eroe con una raffica di spari da una macchina in corsa all'inaugurazione del centro commerciale di Honolulu, ma questi uccisero un suo imitatore, mentre il vero eroe si trovava ospite dello show "Hollywood Tonight". Dopo aver sconfitto il criminale Techno, si presentò al funerale del suo imitatore e decise, quindi, di diventare più serio circa il suo essere eroe e nel fermare i Dragons. Convinse Sam Makoa a farlo diventare parte dell'operazione di cattura dei Silicon Dragons. Superboy, la Suicide Squad di Amanda Waller, Knockout e Re Squalo, sotto il comando di Makoa, si allearono per irrompere nella base centrale operativa dei Silicon Dragons nel centro dell'Oceano Pacifico.
La scelta di Superboy di fare delle Hawaii la sua residenza legale significò che Superboy era legalmente richiesto a frequentare la scuola, dato che era un minorenne. Dopo aver superato l'esame d'ammissione, frequentò la Ilupani High School come primino sotto l'occhio guardingo del ufficiale Mack Harlin. Alla Ilupani High, incontrò Hilary Chang, che divenne una delle sue amiche più fidate così come la dog-sitter di Krypto.
Lar Gand, il membro Daxamita della Legione dei Supereroi noto come Valor, giunse nel periodo in cui Superboy soffrì di avvelenamento da piombo. Valor perse la memoria e venne manipolato perché combattesse per il corrotto uomo d'affari Mr. Gambolli, creditore di Rex Leech in California. Dovendo una grande quantità di soldi a Gambolli, Rex Leech combinò uno scontro tra Superboy e Valor (sotto il nome di "Campione" datogli da Gambolli) a Diamond Head per pagare i suoi debiti, mentre Gambolli li preferiva via scommesse. Il combattimento fu interrotto da Knockout, che si rivelò essere viva dopo la missione con la Suicide Squad e attaccò sia Valor che Superboy in una combattimento a tre. La nave Pilgrim One di Valor giunse sulla scena del combattimento e dopo aver detto a Superboy che il suo padrone stava morendo, Superboy evitò il carcere militare dei soldato a Diamond Head e portò Valor ai Laboratori S.T.A.R. perché fosse curato, mentre Knockout fu lasciata sulla nave di Gambolli "Lady Luck". Con Valor vicino alla morte, Superboy mise l'eroe del futuro nella Zona di Stasi utilizzando un proiettore che fu preso al criminale Loophole in una precedente avventura con l'eroe Loose Cannon. La macchina esplose con Valor intrappolato al suo interno nonostante gli sforzi di Superboy di mantenere la macchina intera col suo potere di telecinesi tattile. La Legione giunse dal futuro in questo periodo per salvare Valor e dopo un equivoco al Composto, Saturn Girl riuscì a ottenere i progetti di costruzione della Zona di Stasi dal subconscio di Superboy. Brainiac 5 teleportò la Legione e Superboy al XXX secolo per riparare la macchina e liberare così Valor nel loro tempo. Superboy non andò d'accordo con Brainiac 5 ma fece amicizia con il resto della squadra, e una delle parti di Triad ebbe una cotta per lui. I componenti necessari per il generatore furono rubati da Scavanger, che era ancora vivo nel tempo della Legione, ma questa e Superboy riuscirono a sconfiggerlo. La missione venne considerata top-secret in quanto Valor era considerata una figura importante per molte persone dei Pianeti Uniti, ma accidentalmente Superboy parlò a proposito della missione scatenando un pandemonio. Dopo la sconfitta di Scavanger, Valor fu segretamente liberato dalla Zona di Stasi in Quarc e gli fu somministrato un siero anti-piombo. Grato a Superboy e alla Legione per averlo liberato, Valor si arrabbiò invece con Cosmic Boy per aver detto che doveva essere abbattuto a causa del suo status leggendario e del trattamento riservatogli da alcuni adoratori quali Triad e molti altri. Superboy consolò Triad circa la frustrazione di Valor verso di lei, e lei lo baciò prima che partisse. Come ringraziamento per aver salvato la vita di Valor, la Legione fece di Superboy un membro onorario della squadra e gli diede in dono il tipico anello da volo in dotazione ai membri.
Diventando la sua partner a tempo pieno, Knockout insegnò a Superboy nuovi modi di utilizzare la sua telecinesi tattile così come l'allearsi numerose volte per affrontare Killer Frost, il criminale inventore noto come il Tecnico e Silversword, che cambiò, dopo che Superboy e Knockout lo aiutarono a fuggire dalla ricattura da parte dei militari per ulteriori esperimenti. Le Furie Femminili guidate da Lashina, giunsero infine a rapire Knockout. Come risultato, scoppiò un'enorme battaglia a Honolulu con il coinvolgimento del corpo di polizia e danneggiando seriamente la Ilupani High. Dopo la battaglia e la stima da parte di Dan Turpin, Sam Makoa fu nominato ispettore della nuova Unità Speciale Anticrimini delle Hawaii. A causa dei danni alla Ilupani High, il ministero dell'educazione decise che Superboy non avrebbe mai più frequentato la scuola pubblica e avrebbe dovuto essere istruito a casa. Un ufficiale di polizia venne ucciso nel combattimento contro le Furie ed un'investigazione via abilità mentali di Dubbilex si concluse che la stessa Knockout uccise il poliziotto. Superboy rifiutò di credere che Knockout fosse la responsabile, così fu bollato come fuggitivo dalla SCU. Andò in fuga con Knockout a Molokai. Dopo che Supergirl e Knockout si batterono, Supergirl rimosse telecineticamente il logo a forma di "S" da Superboy, dopo aver tentato di convincerlo a non essere un fuorilegge con il simbolo di Superman sul petto. Superboy e Knockout atterrarono sull'isola di Loihi, dove il Dr. Victor Volcanum sollevò l'isola perché divenisse il suo nuovo regno. Knockout sedusse Volcanum e Superboy lo combatté pensando che stesse avvantaggiandosi sulla sua partner. Knockout tentò di convincere Volcanum ad uccidere Superboy e quando questi rifiutò, Knockout lo uccise di fronte al giovane eroe e ammise di aver ucciso il poliziotto durante l'attacco delle Furie. Knockout volle che Superboy eseguisse ogni suo ordine, ma egli rifiutò, e i due si combatterono. A Superboy fu restituito il suo simbolo da Roxy Leech e utilizzò l'intera isola per sconfiggere Knockout, grazie ai suoi poteri di telecinesi tattile. Questo lasciò Superboy sconvolto dall'aver dato a Knockout una seconda possibilità di fare ciò che è giusto, ma fu consolato da Roxy.
Dopo essere comparso alla festa di compleanno su richiesta della fondazione "Dream a Dream", Superboy fu richiamato alle rovine del Progetto Cadmus dove lui e i direttori rimanenti i dodici tentativi falliti da parte di Packard e del suo team di creare Superboy, che fu trovato da un gruppo di ricerca nel sub-livello sei dell'impianto. Il primo tentativo di Packard, un clone creato utilizzando il processo della LexCorp ideato dal Dr. Teng di mimare il DNA kryptniano e che creò Bizzarro, creò una versione Bizzarro di Superboy nonostante la visione di Packard che il DNA umano avrebbe stabilizzato il processo. Questo clone fu accidentalmente rilasciato dal suo tubo dai cloni della Newsboy Legion e combatté contro Superboy, ma il clone instabile stava morendo a causa del processo che lo creò. Durante questa battaglia, i direttori analizzarono le cellule di Superboy segretamente preservate da Packard e condussero delle analisi con il database di Cadmus. Scoprirono che il DNA di Superboy aveva una compatibilità con il DNA di uno dei direttori, in un file in cui solo il capo della sicurezza, o i direttori, avevano accesso a tali campioni di cellule. Fu rivelato a Superboy, a Carl Packard, al morente Superboy Bizzarro e al direttore di Cadmus che Superboy fu creato dalle cellule di DNA detonate del direttore esecutivo Paul Westfield. Westfield rivelò, via messaggio registrato ai suoi superiori, che egli integrò segretamente il suo DNA all'oscuro di Packard e di Cadmus come risultato della sconfitta di Westfield da parte di Auron. Dopo la rivelazione, Superman parlò con Superboy a proposito di ciò, e successivamente lo portò ad una festa a sorpresa per lui, ideata da Tana Moon e Roxy Leech con Dubbilex, Rex Leech e l'Ispettore Makoa presenti all'appello.
Un'organizzazione segreta chiamata l'Agenda utilizzò un agente operativo di nome Amanda Spence, sotto copertura come reporter per un quotidiano, per ottenere informazioni su Superboy da un'ignara Tana Moon. Superboy fu catturato dall'Agenda che successivamente creò Match, un clone superiore di Superboy che aveva una vasta conoscenza aggiornata, una grande consapevolezza dei poteri di Superboy e come tale utilizzante la telecinesi tattile come potere visivo, ma senza libero arbitrio, poiché fu creato per servire. Il piano dell'Agenda era di utilizzare il DNA di Superboy per creare multi-cloni da vendere, di cui Match era il primo di molti. Dopo una battaglia nel quartier generale dell'Agenda, Superboy sconfisse l'inesperto Match e distrusse i duplicati dei cloni creati dall'Agenda. Poco dopo, i poteri di Superboy cominciarono a fluttuare e presto l'eroe si ammalò. La sua struttura molecolare si stava sgretolando, così fu portato d'urgenza a Cadmus quando i Laboratori S.T.A.R. non poterono aiutarlo. Superman, Supergirl e Acciaio giunsero in suo aiuto e cercarono sia la causa della malattia che una cura. Superman e Acciaio scoprirono le capsule di clonazione dell'Agenda nelle rovine della sua base e fallirono nel tentativo di riportare Match a Cadmus per trovare una cura. Supergirl interrogò i direttori dell'Agenda e scoprì che il processo di creazione di Superboy e di Match, al momento stava "aprendo" il suo DNA, deteriorando il suo corpo. Imprigionata, Amanda Spence, come ricompensa per essere stata salvata da Superboy, suggerì che il suo DNA necessitava di un modello da seguire al fine di ricostruirsi. Utilizzando tale informazione, il piano di Cadmus fu quello di velocizzare la degenerazione cellulare di Superboy e di ricostruire le sue cellule utilizzando il DNA di un donatore come modello da seguire per la rigenerazione delle cellule. Con il DNA di Superboy indecifrabile, e gli scienziati incapaci di utilizzare il campione di DNA di Westfield messo da parte utilizzato per creare Superboy, gli scienziati di Cadmus necessitavano di DNA umano in azione attiva vicino all'età dell'eroe al fine di essere un modello per il DNA di Superboy. Roxy Leech si presentò come volontaria per questo esperimento e sia lei che lui furono inseriti un due capsule clonatorie per essere sottoposti al processo di ricostruzione genetica. Utilizzando il DNA di Roxy, il loro DNA si distrusse e si riconfigurò per essere uguale per entrambi, salvando così la vita di Superboy. Sfortunatamente, come effetto collaterale, questo processo alterò il processo di invecchiamento del ragazzo portandolo all'età biologica di 16 anni. La notizia devastò Superboy, dato che aveva sempre sognato di crescere per rimpiazzare Superman quando questi si fosse ritirato, ma riuscì a superare la cosa dopo una discussione con Superman.
Quando Tana Moon sentì che Superboy era divenuto più immaturo nonostante il blocco d'età, tagliò subito la relazione con lui. Dopo un'impresa commerciale fallita messa in atto da Rex Leech, Superboy scomparve insieme all'Oceano Pacifico in un'esplosione energetica. Incapace di trovare Superboy per dei mesi, la sua "famiglia" si divise e ognuno andò per la sua strada: Dubbilex fu richiamato a Cadmus, e Roxy Leech lasciò le Hawaii in cerca del suo padre fuggitivo, Rex, dopo aver fallito nel tentativo di trovare Superboy.

### Agente di Cadmus
Superboy si ritrovò trasportato nelle "Zone Selvagge", un'isola inesplorata popolata da animali anamorfici noti come "Furries". Derubato dei suoi ricordi, dell'abilità di parlare e dei poteri, fu fatto schiavo dall'uomo-serpente e commerciante Sacker, ma riuscì fuggì e fu ricatturato dall'uomo-tigre Principe Tuftan e dai suoi guardiani reali i "Wild Men". Fu inviato alla loro capitale, Roam, e mentre Sacker volle che Superboy ritornasse a lui, Tuftan volle tenere il giovane eroe come animale domestico di sua sorella, Lady Tawna. Superboy riacquistò la parola e salvò la vita del Grande Cesare, leader dei "Furries" e padre di Tuftan, fermando il tentativo di assassinio da parte del Generale Killa, comandante di un'armata di gorilla leale alla donna-pipistrello Nosferata, che pianificava il furto del trono di Cesare. Cesare e molti altri credevano che Superboy fosse "l'Unico" profetizzato nell'"Articolo di Fede", un vecchio articolo del Daily Planet su Superman, e dopo aver sottoposto Superboy ad un test che passò. Riottenendo la sua memoria e i suoi poteri, e credendo che poteva trovarsi in un futuro post-apocalittico, Superboy e Tuftan scoprirono che a Superboy venne sparato contro dagli "uomini" di Killa utilizzando un'arma resa operativa da Sacker. Dopo che gli uomini-gorilla scambiarono Superboy in cambio di armi, a Superboy fu dato un siero che compromise la sua abilità di parola, i suoi poteri e la sua memoria. Liberando gli schiavi umani di Sacker, Superboy e i Wild Men salparono per esplorare oltre le Zone Selvagge e facendo vela verso le Hawaii. Una volta raggiunta l'isola, Superboy seppe dalla folla radunatasi lì, che Tana era andata via dalle Hawaii mesi prima per un'opportunità di lavoro. Trovò il Composto deserto, e fu sconcertato dal fatto che i suoi amici avevano lasciato le Hawaii. Cadmus inviò Dubbilex e il Guardiano alle Hawaii e scoprirono che le Zone Selvagge erano un esperimento genetico con gli animali abbandonato negli anni quaranta dal dottor Grant del Progetto Moreau, un precursore del Progetto Cadmus, due generazioni prima. Nelle Zone Selvagge, il Grande Cesare venne ucciso dal suo consigliere, Rasputin, che lavorava in segreto per Nosferata. Nosferata inviò gli uomini-gorilla e i suoi uomini-pipistrello ad attaccare Pearl Harbor, ma Superboy fermò l'attacco con l'aiuto dei Wild Men e del Guardiano. Tuftan fu ricattato nel matrimonio con Nosferata, che divenne la regina delle Zone Selvagge mentre i Wild Men furono esiliati.
Scoprendo le vere origini delle Zone Selvagge ed essere stato al matrimonio del Principe Tuftan dopo il tentativo fallito di Tuftan di riconsiderare la sua posizione, Superboy ritornò al Composto per decidere cosa fare con i Wild Men ora che furono esiliati. Dopo che i Wild Men accettarono di trovare Tana Moon per lui, Superboy condusse una missione a Parigi con il Guardiano e Dubbilex dove incontrò Grokk, un gargoyle drago di pietra vivente creato dal Direttore Alpha dell'Agenda. Dopo la cattura di Grokk, Guardiano disse a Superboy che la missione era un test per lui al fine di vedere se era in condizione di divenire un agente di Cadmus con il compito di trattare malattie genetiche. Successivamente, il governo giunse alla conclusione che il Progetto Cadmus non aveva un modo per giustificare le loro scoperte e decisero di cambiare. Cadmus fu messo sotto la direzione del capo Mickey "The Mechanic" Cannon, che rese Cadmus pubblico. Il contatto militare di Cannon e direttore in seconda fu il colonnello Adam Winterbourne, uno degli schiavi umani di Sacker dalle Zone Selvagge, liberato da Superboy. Con il licenziamento dei direttori precedenti, i cloni della Newsboy Legion lasciarono Cadmus con loro e si trasferirono a Metropolis. Superboy si alleò ancora una volta con Dubbilex e con il Guardiano, che addestrò Superboy al combattimento e che sentì che l'eroe aveva bisogno di lui come lo ebbe la Newsboy Legion. Poi, divenne amico del Dr. Serling Roquette, un bambino prodigio ed un genio della genetica che successivamente divenne uno dei più cari amici di Superboy a Cadmus.
Dopo aver visitato Cadmus e aver incontrato la nuova direzione, Superman portò Superboy alla Fortezza della Solitudine e lo inviò a visitare la realtà virtuale di Krypton attraverso la tecnologia di una sedia mnemonica collegata alla banca dati della fortezza. Superboy visse la prospettiva di un soldato kryptoniano che salvò la vita di un discendente di Superman, il capitano Van-L, durante una battaglia alle banche cloni di Krypton con il gruppo terrorista Black Zero e che fu poi adottato nella Casa degli El. Poi vide la vita attraverso gli occhi di Kon-El, un discendente dello stesso soldato kryptoniano e membro della seconda Casa degli El, prefissato dal suo predecessore e cugino in spirito di Superman. Dopo la simulazione, e la richiesta di Superman di controllare discutibili pratiche clonatorie di Cadmus, Superman disse a Superboy che lo considerava come un membro della famiglia e gli diede il nome kryptoniano di Kon-El, in onore dell'originale.
Un Superboy mortalmente ferito di un'altra realtà cadde dal cielo indossando un dispositivo noto come "hyperjacket", che fu collegato al suo DNA e che gli permise di viaggiare nell'Iper-tempo. Morendo a causa delle ustioni di secondo e terzo grado, questo Superboy fu portato sulla Torre di Guardia da Big Barda. Con il suo ultimo respiro, questo Superboy disse alla Justice League che l'oscurità stava arrivando per portarsi via la loro realtà. Dopo aver scoperto che questo Superboy era una controparte genetica, Kon-El decise di darsi lui stesso all'investigazione dell'affermazione dell'altro Superboy su permesso di Superman, di Batman e di Wonder Woman. Utilizzando l'Hyperjacket, ora riparato da Gadget Guru degli "Hairies" e attaccato ad una bomba nucleare per alimentare l'equipaggiamento, Superboy fu gettato attraverso numerosi mondi, in cui incontrò varie versioni di sé stesso come il Superboy spalla di Batman, o una Supergirl creata dal Lex Luthor di quel mondo, un Superboy membro dei Challengers of the Unknown insieme a Dubbilex e al Guardiano, un Superboy "Karkan, Signore della giungla", un Superboy medievale e il cowboy "Kid Kon-El" in sella al suo fedele Comet. Venne a conoscenza, dai primi due mondi, di "Black Zero" (versione malvagia di Superboy) e dei suoi piani di dominare aggressivamente i mondi, mentre affermava di essere un protettore di cloni. Quando visitò la casa del Superboy deceduto, scoprì che da questa versione di Knockout che lei era la sua amante e che Superboy aveva rubato l'Hyperjacket dalla Fortezza Cadmus di Black Zero per avvisare gli altri mondi dell'imminente minaccia. Prima che la sua Hyperjacket si autodistruggesse a causa della mancanza di alimentazione, Superboy finì sulla Terra-1 pre-Crisi e si riunì con la versione Kal-El di Superboy che incontrò precedentemente con al fianco il suo cane, Krypto. Durante la permanenza di Kon-El con Kal-El, Krypto e Pa e Ma Kent, Kon-El scoprì che Superman era Clark Kent, mentre Kal-El scoprì che Kon-El non era il Kal-El di un'altra realtà.
Black Zero seguì Superboy sul mondo di Kal-El si rivelò catturando Krypto e sconfiggendo i due Superboys con i suoi soldati Stormguard (cloni del Guardiano) e i suoi stessi poteri. Dopo che lo stesso Superboy fu portato alla Fortezza Cadmus, Black Zero si rivelò essere una versione alternativa di Kon-El che crebbe fino all'età adulta e divenne Superman. Dopo una battaglia nella sua realtà, in cui 318 civili furono uccisi con il risultato di una protesta contro la clonazione che portò alla morte del Guardiano di questa realtà da una massa di gente anti-clonazione, questo Kon-El si rinominò Black Zero, in onore del gruppo terrorista che su Krypton combatté per i diritti dei cloni. A differenza di Superboy, Black Zero possedeva una grande abilità di controllo della telecinesi così come dei poteri come quelli di Superman (come la vista calorifica e il super udito) a causa del suo DNA simile a quello kryptoniano e della sua età avanzata. Con l'aiuto dei suoi Stormuards, il Paul Westfield proveniente dalla realtà del Superboy deceduto, e il nuovo dio Metron, Black Zero riuscì a viaggiare attraverso l'iper-tempo utilizzando un reattore alimentato da quello che lui chiamò "hyperium", per conquistare i mondi e imprigionare dozzine di Superboys che incontrò, rinchiudendoli in capsule di stasi, inclusi tutti i Superboys incontrati da Kon-El, mentre lasciò tutti i Paul Westfield incontrati ad occuparsi dei cloni dei loro mondi. Pianificò anche un attacco al mondi di Kon-El, e come piano di contingenza contro Superman, riunì diverse versioni di Doomsday da diverse realtà. Con l'aiuto dei Challengers of the Unknown, la Knockout alternativa, il Superboy Kal-El, altri Superboys alternativi e Kon-El riuscirono a sconfiggere Black Zero. Alla fine della storia non è chiaro se Black Zero era morto o perso nell'iper-tempo, mentre ogni Paul Westfield fu cancellato dall'esistenza quando il Westfield dell'universo del Superboy deceduto saltò nel reattore di hyperium. Superboy e i Challengers of the Unknown utilizzarono una nave donata loro da Metron per tornare a casa dall'iper-tempo. Dopo quest'avventura, Superboy nutrì un leggero risentimento verso Superman per avergli tenuto nascosto la sua identità segreta, ma Lois Lane parlò con lui e lo portò a capire il perché della sua decisione.
Quando l'Agenda si impossessò di Cadmus, utilizzarono i criminali Simyan e Mokkari per creare un'armata di cloni e trasformare il laboratorio in una "Fabbrica Malvagia". Con l'aiuto di qualche alleato, Superboy riuscì a riottenere il controllo di Cadmus, battendosi con Match mascherato da lui per tutta la strada. Quando Tana Moon ritornò, fu brutalmente assassinata da Amanda Spence, che si rivelò essere la figlia di Paul Westfield, che invece di essere grata a Superboy per averle salvato la vita, lo riteneva responsabile della morte di suo padre.
Durante la storia Sins of Youth, i membri della Young Justice furono invecchiati fino all'età adulta da Klarion il Mago, mentre la Justice League fu tramutata in un gruppo di bambini. All'inizio, Superboy fu l'unico a cui non fu alterata l'età, e si ammalò. Dato che non poteva invecchiare, il suo corpo combatté contro la manipolazione magica tentando di invecchiare. A causa della procedura di Serling Roquette, il processo di invecchiamento di Superboy venne riattivato, permettendo all'incantesimo di renderlo adulto. Durante questo periodo, Superboy si confrontò contro Amanda Spence, arrivando fin quai ad ucciderla. Fu Wonder Girl, che parlandogli, calmò la sua furia omicida. Poi, improvvisamente, sbatté Spence verso il suolo ad un'incredibile velocità. Anche se all'ultimo momento prevenne l'impatto, dichiarò che Spence avrebbe passato la vita a pensare a come avrebbe potuto perdere la vita.
Il Superboy adulto disse ad un ringiovanito Superman (ora più o meno all'età di Superboy) che sapeva che lui era Clark Kent. Dopo che Klarion fu ricattato per reinvertire gli effetti, Superboy fu ripristinato all'età adolescenziale, ma scomparvero i suoi poteri. Il Direttore Cannon chiamò quindi in causa il Dr. Helen "Doc Angel" Angelico, l'esperta più famosa al mondo in medicina metaumana, per aiutare Superboy. Riflettendo sulla perdita dei suoi poteri e di Tana Moon, la cui famiglia lo incolpava della scomparsa, Superboy si concentrò nell'essere Superboy senza poteri. Si sottopose ad un addestramento aggiuntivo nel combattimento da parte del Guardiano e utilizzò un polsino che gli permetteva di volare così come uno scudo a forma di "S" creato con una lega espandibile. Quando lo schiavista alieno Kossak arrivò, Superboy fu costretto a contare solo sul suo ingegno e sui suoi nuovi gadget per riuscire nel combattimento contro il suo nemico prima che i suoi poteri venissero ricostituiti all'ultimo momento. Durante il crossover Our Worlds at War, Superboy combatté contro Amanda Spence, ora un cyborg impazzito, per l'ultima volta, e Cadmus fu distrutto. Fu anche durante questo periodo che si pensò che la telecinesi tattile di Superboy si sarebbe sviluppata in una telecinesi completa, quando in uno scoppio di rabbia improvviso smantellò ogni pistola di Metropolis.
Alla fine della serie, Superboy ottenne un appartamento a Metropolis, lavorando come amministratore di condominio al fine di guadagnarsi da vivere. Con il tempo, Superboy lasciò Metropolis per andare a vivere dai genitori di Superman.

### Young Justice (1998-2003)
Superboy è un membro fondatore della Young Justice, un gruppo di eroi adolescenti che intendevano un giorno diventare la nuova Justice League.
Superboy incontrò inizialmente il suo futuro compagno di squadra Robin dopo che quest'ultimo chiamò Rex Leech richiedendo l'aiuto di Superboy per sconfiggere Metallo a Gotham City mentre Superboy stava giudicando la sua prima competizione di "Miss Kryptonite" alle Hawaii. Mentre Superboy e Robin sembrarono aver sconfitto Metallo, Poison Ivy prese il controllo di Superboy. Robin seguì Poison Ivy e Superboy a Kauai, dove Poison Ivy rilasciò viti su tutta l'isola. Anche Metallo comparve a Kauai e il gruppo di Superboy e Robin riuscì a sconfiggerli. Fu in questo periodo che Superboy scoprì di essere vulnerabile alle radiazioni da kryptonite che lo faceva star male in sua presenza come presunto dal Professor Hamilton. Si alleò anche con il futuro membro della Young Justice Capitan Marvel Jr. contro le proiezioni mentali di Knockout, Chain Lightning, Capitan Nazi, Silversword, Superman e Capitan Marvel.
Anche se la prima missione della Young Justice fu tecnicamente il salvataggio della ragazza-fantasma metaumana, Secret, il gruppo non si formò ufficialmente fino ad un incidente in cui la popolazione adulta fu rapita e trasferita in una copia della Terra, da un pre-adolescente con poteri semi-divini. Alleandosi con Robin e Impulso, i tre eroi adolescenti riuscirono a sconfiggere Bedlam e tutto ritornò alla normalità. Poco dopo, accettarono di formare una squadra ufficiale, soprannominata "Young Justice" dai media. Poco dopo furono raggiunti da Secret, Arrowette, Wonder Girl e molti altri. Anche se Superboy e Robin cominciarono con un relazione argomentativa simile a quella condivisa da Superman e Batman così come i guai da leadership, divennero alleati e amici. La relazione tra Superboy e Wonder Girl si sviluppò attraverso Young Justice. Inizialmente, l'infatuazione di Wonder Girl per Superboy passò inosservata. Nel numero finale di Young Justice, sia Wonder Girl che Superboy si rivelarono di essere innamorati l'uno dell'altra. Dopo gli eventi di Titans/Young Justice: Graduation Day e la morte apparente di Donna Troy, la Young Justice si sciolse e Superboy, Robin, Impulso e Wonder Girl presero tutti strade diverse.

### Teen Titans (2003-2006)
Ora abitante a Smallville sotto l'identità segreta del cugino di Clark Kent "Conner Kent", a Superboy fu chiesto di accettare l'invito di Cyborg di unirsi alla nuova incarnazione dei Teen Titans, al fianco dei suoi vecchi compagni Robin, Wonder Girl e Impulso. Nel team c'erano già i veterani Cyborg, Starfire e Beast Boy. Questo Superboy era la versione originale, il clone umano di Paul Westfield con un DNA ristrutturato basato sul suo nuovo modello (quello di Roxy Leech) in un ibrido creato dal DNA kryptoniano di Superman e il DNA umano di Westfield. Dopo che la nuova squadra si riunì alla Torre dei Titans a San Francisco Bay, si scoprì via e-mail inviata a Robin, che il DNA umano di Superboy non era quello di Westfield, ma quello derivante dal genio del male Lex Luthor.
Durante la prima avventura di Superboy con i Titans, i suoi poteri kryptoniani cominciarono a manifestarsi. In una battaglia contro Jericho, il corpo di Superboy cadde sotto il suo controllo e Jericho poté esibire la vista calorifica e altri poteri simili a quelli di Superman. All'inizio, Superboy sembrò essere incapace di controllare i suoi poteri ma presto tutto si mise a posto. Successivamente, durante il suo primo appuntamento con Wonder Girl, Conner fu risucchiato improvvisamente nel XXXI secolo.
Quando Superboy ricomparve, indossava il classico costume da Superboy (con una cintura recante il simbolo della Legione dei Supereroi). Questo fu il risultato dopo che gli scagnozzi di Darkseid rubarono gli eroi più potenti della Terra dal passato e li tramutarono in guerrieri della futura Apokolips. Dato che Conner era un clone di Superman, fu preso per errore, poiché si pensava che fosse il vero Kal-El. Quando si resero conto del misfatto, Conner fu lasciato alla deriva nello spazio del XXXI secolo. Superboy fu ritrovato dalla madre di Phantom Girl e dai Pianeti Uniti e fu subito portato formalmente alla Legione dei Supereroi. Quando Conner fu visto dalla gente del XXXI secolo, fu accolto come una grande leggenda del mito di Superman. Aiutò quindi la Legione a sbarazzarsi di Darkseid e dai suoi eroi corrotti, che consistevano di Superman, Lanterna Verde, Orion, Wonder Woman, Lobo, Big Barda, Firestorm, un Marziano Bianco ed Hawkwoman, che furono rapiti e manipolati per servirlo. Dopo che Darkseid e i suoi scagnozzi furono sconfitti, la Legione rispedì l'eroe nel suo tempo. Conner soffrì di perdita di memoria a breve termine dopo il salto temporale e non ricordava con esattezza quando svanì dal passato. Con le ritrovate informazioni, fu rinviato al XXI secolo un secondo o due dopo essere partito.
A Cassie sembrò che fosse scomparso solo per un paio di secondi, ma in realtà Superboy passò 5 mesi nel XXXI secolo con la Legione dei Supereroi, a combattere i Fatal Five-Hundred. Ritornò nei ranghi dei Titans, portandoli al futuro in cui aiutarono la Legione ad arrivare alla vittoria.
Durante il viaggio di ritorno, arrivarono accidentalmente 10 anni nel futuro invece che nel presente: i Teen Titans incontrarono le versioni future di sé stessi. Superboy scoprì che ora lui era Superman, Tim era Batman, Cassie era Wonder Woman e Bart era Flash. In questo futuro alternativo, Conner aveva un grande controllo sui suoi poteri, Cassie lo rimpiazzò con Capitan Marvel Jr., Lex Luthor era la sua figura di mentore/padre, e i Titans erano "veramente cattivi".
Discussero sulla possibilità di sciogliere la squadra quando raggiunsero il presente, ma Cyborg 2.0 che il futuro si sviluppò nel modo in cui era perché la squadra non era insieme durante la "Crisi".
Brainiac e Luthor guidarono un attacco contro i giovani eroi dei Teen Titans e gli Outsiders utilizzando un Superboy sotto controllo mentale e Indigo. Luthor rivelò che l'unico motivo per cui acconsentì a donare il suo DNA per la creazione di Superboy era di creare un agente dormiente da poter utilizzare contro Superman. Rivelò anche che era coinvolto nel "Progetto: Superman", e che aveva impiantato dei comandi verbali in Superboy all'interno di Cadmus sotto il naso di Westfield.
Sotto l'influenza di Luthor, i poteri di magnitudo di Superboy erano ad un livello che raramente dimostrò a sé stesso. Conner sconfisse la sua stessa squadra, fece Cyborg a pezzi, spezzò un braccio di Robin e picchiò selvaggiamente la sua ragazza. Quindi si risvegliò dall'ipnosi.
Dopo di ciò, Conner si prese del tempo lontano dalla squadra e si recluse nella casa dei Kent. Non era sicuro se era o no un clone, o se addirittura avesse o no un'anima. Quindi, Raven gli dimostrò che aveva una piccola anima dentro di sé, molto più forte dei suoi demoni che cresceva con costanza.

### Crisi Infinita: La morte di Superboy (2005-2006)
Nella serie limitata Crisi infinita, l'oltre-dimensionale Superboy-Prime guardò Conner durante la sua reclusione a Smallville. Pieno di risentimento per Conner, che affermò avere meno standard di quanti ne avesse lui nonostante sembrasse avere una vita perfetta, Superboy-Prime lo attaccò, dicendogli che lui era il suo rimpiazzo.
Possedendo apparentemente un vantaggio di forza, Superboy-Prime lo polverizzò, ferendolo gravemente, finché i Teen Titans, la Doom Patrol e la Justice Society of America non si unirono alla mischia, portando ad una battaglia climatica dove i vari Flash spinsero Superboy-Prime nella Forza della velocità.
La battaglia contro Superboy-Prime mise a dura prova il corpo di Conner. Il suo corpo cominciò a sgretolarsi al punto che neanche il Dottor Mid-Nite non poté aiutarlo. Sapendo che Luthor lo voleva in vita quando i Titans, Robin guidò Speedy, Wonder Girl e Beast Boy a trovare una cura, mentre Raven vegliava su di lui.
I Titans riuscirono nella missione, e immediatamente somministrarono la cura a Superboy, che si riprese completamente; tuttavia, Luthor informò Robin che quella cura avrebbe funzionato solo per quella volta.
In Teen Titans Annual, Wonder Girl si presentò volontaria per badare a Conner durante la sua convalescenza, mentre gli altri Titans furono chiamati ad organizzare i soccorsi nella decimata Blüdhaven, dato che i suoi poteri stavano lentamente svanendo a causa degli eventi descritti in Wonder Woman e Crisi Infinita. Conner si svegliò, e insieme a Wonder Girl passò del tempo parlando e ricordando i "tempi migliori".
Pensando che forse sarebbe potuta essere la loro ultima notte insieme, i due consumarono la loro relazione nel fienile dei Kent. I due furono poi scoperti da Jonathan e Martha Kent.
Luthor diede a Conner i mezzi per trovare Alexander Luthor, un frammento del costrutto cristallino che Alexander utilizzò per monitorare la realtà. Superboy lasciò la depotenziata Cassandra alle cure dei Kent al fine di rispondere alla chiamata della Torre dei Titans a San Francisco. Qui, si incontrò con Nightwing, che inviò la chiamata. Essendo gli unici due eroi disponibili ad aver a che fare con la situazione, Conner e Nightwing si allearono per giungere alla fortezza di Alexander Luthor a nord. Conner e Nightwing furono raggiunti da una Wonder Girl di nuovo in possesso dei suoi poteri e insieme si infiltrarono nella base di Alexander Luthor per sventare i suoi piani. Liberarono Martian Manhunter, Power Girl, Black Adam, Lady Quark, Nightshade, Breach e Raggio, ma la missione fu messa sottosopra quando ricomparve Superboy-Prime.
Superboy-Prime impiegò un attimo a sbarazzarsi di tutti gli eroi, per poi mettere gli occhi su Nightwing. Prima che Prime potesse toccare Nightwing, Conner, infuriato, gli si scaraventò contro. Conner e Prime si batterono intensamente, prima che Prime gli desse uno dei suoi pugni, spezzando la mano destra di Conner nel processo. Nonostante fosse grandemente depotenziato, Conner combatté coraggiosamente e riuscì a difendersi per qualche tempo. Nell'ultimo tentativo Conner andò incontro a Superboy-Prime, spedendo entrambi a capo fitto nella Torre multiverso di Alexander Luthor.
La macchina esplose, rifondendo i mondi e sventando apparentemente i piani di Luthor una volta per tutte. Conner, ferito gravemente a causa dell'esplosione, giacque morente tra le braccia di Wonder Girl. Quando lei gli disse che aveva salvato la Terra, Conner rispose "Lo so, Cass. Non è forte?". Istanti dopo, morì. Batman, Wonder Woman, Kal-El e Kal-L giunsero troppo tardi per salvargli la vita. Successivamente, Superman pianse la morte di Conner mentre ne cullava il corpo.
Conner fu seppellito sotto il suo nome civile a Metropolis, al fianco del corpo di Kal-L (Superman di Terra-2) e di sua moglie, Lois Lane Kent, per oltre un anno.

### Dopo la Crisi (2006-2009)
in 52 anche se Conner era morto, non fu dimenticato. Wonder Girl guidò una trasmissione commemorativa su internet, e sia lei che centinaia di altri porsero il loro rispetto finale nel modo tradizionale kryptoniano. Si scoprì che le persone in lutto erano parte del culto della resurrezione di base della teologia kryptoniana, a cui Cassie e Ralph Dibny si riferirono come al "culto di Conner". Dibny ipotizzò che il culto e Wonder Girl erano i responsabili della deturpazione della tomba di sua moglie Sue con il simbolo commemorativo invertito di Superman (questo era il simbolo kryptoniano della speranza; quando si inseriva invertito, diveniva il simbolo della resurrezione). Successivamente, Wonder Girl incontrò uno sconosciuto, un enigmatico eroe chiamato Supernova. Cassie gli si presentò, ma rimase confusa dal fatto che non lo riconobbe. Quando lui volò via lei lo chiamò "Kon-El".
Tre settimane dopo, fu mostrato a Lex Luthor un filmato di sorveglianza, da uno scienziato entusiasta, che presunse che Conner era ancora vivo. Luthor negò questa ipotesi, convinto che Supernova non era Superboy, ma Superman. In Settimana 37, si scoprì che Supernova non era Conner, ma di fatto Booster Gold.
In Settimana 51, Batman e Robin ritornarono dal loro viaggio intorno al mondo. Quando gli eroi comparvero alla commemorazione di Conner per il primo anno della sua scomparsa, Robin indossava un costume con nuovi colori, rosso e nero, in memoria dell'amico scomparso. Anche Wonder Girl indossò un costume diverso, indossò la maglia a tema di Wonder Woman della Golden Age e un paio di jeans.
Fu eretta una statua commemorativa a Metropolis in onore di Superboy, vicina a quella di Superman e una a San Francisco fuori dalla Torre dei Titans. Un Anno Dopo, Lex Luthor era ancora in lutto, ancora piangendo la morte di Conner come se fosse suo figlio. Nel frattempo, del tutto ignaro a Superman o ai suoi compagni di squadra, Robin tentò di ricreare segretamente il DNA di Superboy utilizzando il DNA di Superman e quello di Luthor. Robin possedeva un cofanetto di vetro in cui conservava alcuni ricordi di Conner, come il suo ultimo costume, i jeans e la maglietta con il simbolo di Superman, simile al memoriale che Batman teneva per il secondo Robin. Supergirl prese una delle magliette dalla fattoria dei Kent e la diede a Wonder Girl.
Robin si chiese immediatamente se Raven poteva essere in grado di resuscitarlo, come fece recentemente per Jericho. Tuttavia, Raven spiegò che non poteva, poiché l'anima di Conner era trascesa in un altro piano d'esistenza.

### La Legione dei 3 mondi: Ritorno
Come per il suo omonimo, la morte fisica non era la fine della storia. Nel tentativo di fermare la furia assassina di Superboy-Prime richiamando in vita i suoi più grandi nemici del XXI secolo, il Legionario Brainiac 5 inviò Starman nel passato, per dissotterrare il cadavere di Kon-El e metterlo nella stessa camera di resurrezione che l'Eradicatore utilizzò una volta su Superman per salvare la sua vita dalla morte. A causa della gravità del danno sofferto per mano di Superboy-Prime, il processo di guarigione del corpo di Kon-El ci impiegò 1000 anni per completarsi, terminando nel XXXI secolo, quando Brainiac 5 fece trovare i capelli di Lex Luthor nel passato a Polar Boy. Con il tempestivo intervento di Dawnstar e Wildfire, la fisiologia semi-umana di Superboy fu resettata fino alla piena salute, concedendogli così una nuova vita e la possibilità di un "terzo round" contro Superboy-Prime.
Mentre si batteva contro Prime alla fine del tempo, Superman, Lightning Lad, Cosmic Boy e Saturn Girl si batterono contro Time Trapper, che si rivelò essere la versione adulta di Superboy-Prime. Dopo che Superboy ferì Prime nel passato, a Time Trapper comparve il segno della ferita nel futuro. Capendo che Prime creò un paradosso temporale, la Legione trasportò Time Trapper a Superboy-Prime. Trapper volle riunirsi con il passato sé, ma Superboy-Prime rifiutò di credere che quello fosse lui nel futuro e lo colpì con un pugno, innescando un'esplosione massiccia che sembrò cancellarlo dall'esistenza.
Dopo la sconfitta di Prime, Superman, Conner e Bart ritornarono al XXI secolo, dove Superman mise insieme sia i Teen Titans che i Titans adulti a San Francisco. Qui, Superman ripresentò Superboy e Kid Flash.
Secondo Geoff Johns, Kon-El e la Legione dei Supereroi saranno i protagonisti della nuova serie di Adventure Comics.

### Adventure Comics: Superboy: il Ragazzo d'Acciaio
La ripresa della serie regolare di Adventure Comics presentò Conner come protagonista dei primi sei numeri della serie, nella storia "Superboy: The Boy of Steel". La storia comincia con Conner che riprende la sua vita a Smallville, in Kansas. Ritornato a vivere con Martha Kent, che era entusiasta di riprendere con sé il ragazzo dopo la scomparsa di Jonathan, Conner riprese la scuola alla Smallville High School e cominciò a tenere un diario su tutto ciò che faceva Superman come eroe in costume, finendo per creare una lista dal titolo "Cosa ha fatto Superman?". Lui e il recentemente tornato Bart Allen si riunirono ai Teen Titans, e Conner simbolizzò che la squadra era di nuovo insieme distruggendo la statua commemorativa fuori dalla Torre dei Titans West.
Dopo aver visitato la casa d'infanzia di Luhtor a Smallville, Superman arrivò e parlò a Conner riguardo al suo desiderio di capire il "suo altro padre". Superman gli disse di non preoccuparsi di Luthor, affermando che il pazzo non era una sua preoccupazione. Conner rimarcò che la prossima volta che avrebbe rivisto Luthor sarebbe stato "troppo presto". Poco dopo, Conner ritornò a casa e sotto una lista simile nel suo diario dal titolo "Cosa fa Lex Luthor?", Conner controllò anche "Bugie a Superman".
Nel tentativo di confrontare la sua eredità condivisa, accettò un appuntamento di Wonder Girl. In conflitto non sapendo se aprire il cuore alla sua ragazza (dicendole così la verità, come Superman fece sempre nella vita), e mentire deliberatamente per evitare di toccare un nervo scoperto con Cassie (come avrebbe fatto Luthor), infine Conner decise di condividere con lei le sue paure e i suoi desideri, e il desiderio di ritrovare sé stesso, esplorando entrambe le sue eredità, ma solo per trovare il suo vero sé. Cassie fu ovviamente toccata, e nonostante i suoi dubbi iniziali, per lo più la paure del desiderio di Conner di somigliare di più all'Uomo d'Acciaio, in realtà temeva che Conner avrebbe potuto scartarla come Clark fece con Lana Lang a suo tempo, così si sentì costretta a rivelargli la sua breve relazione con Tim Drake. Conner la perdonò in fretta, pensando che, dato che era morto e che Cassie non poteva sapere della sua futura resurrezione, la sua storia con Robin non poteva essere considerata una storia vera. Dopo essersi dati un bacio di riconciliazione, Martha Kent rimase a guardarli, ricordando il suo passato con Jonathan e Clark.
Dopo questo appuntamento, Conner ritornò alla sua ricerca di Lex Luthor, con l'aiuto di Krypto. Sfortunatamente, né Conner né Krypto riuscirono a trovare Luthor da soli, così chiesero l'aiuto di un detective per rintracciarlo: Tim Drake. Ora noto sotto l'identità di Red Robin (l'identità di Robin fu tolta a Tim da Dick e passata a Damian Wayne), Superboy lo trovò a Parigi, dove Tim continuava la sua ricerca di Bruce, che lui credeva morto dopo gli eventi di Crisi Finale. Accettando di aiutarlo, Tim e Conner riaccesero la loro amicizia, in quanto Tim ammise tutta la sofferenza patita negli ultimi due anni, ed entrambi discussero a proposito delle loro missioni provate. Conner offrì a Tim il primo briciolo di vero supporto, replicando "Io ti credo", quando Tim affermò con ferma convinzione che Bruce era ancora vivo.
Sulla via del ritorno dalla Francia, Conner incontrò una ragazza di nome Lori, che aveva salvato di recente, nel mezzo di una pratica effettuata da un medico stupratore. Conner la riportò a casa, dopo aver saputo che il dottore rifiutò di aiutare la madre in difficoltà a causa della mancanza di assicurazione medica. Qualcuno quindi bussò alla porta. Conner rispose, e scoprì che era Lex Luthor, che Lori chiamò "Zio", e che indebolì il ragazzo con la kryptonite.
La madre di Lori, Lena, scese le scale rivelandosi mentalmente e fisicamente malata. Conner ricordò il vanto di Luthor nel poter curare tutte le malattie se solo Superman non si trovasse sulla sua strada. Dicendogli che al momento Superman si trovava su Nuovo Krypton, Conner incalzò Luthor perché curasse Lena. Lex acconsentì, ma gli domandò il suo aiuto, minacciando la vita di Lori. Conner trovò gli ingredienti di cui Lex aveva bisogno per la cura della malattia di Lena, che le fu quindi somministrata riportando la sua salute al massimo. Lex sciolse poi la medicina, affermando che sarebbe rimasto con lui finché "Superman non fosse morto". In un attacco d'ira, Conner gli si scagliò contro, ma fu respinto da Brainiac, che teleportò Luthor sulla sua nave. Conner capì infine che non esisteva nessuna bontà in Luthor, e decise così di non somigliare ne a Luthor ne a Clark, ma di scegliere una sua strada, bruciando la sua lista in un incendio.

### La notte più profonda
Nella storia di appendice in Adventure Comics n. 0, l'ex Guardiano dell'Universo, Scar, che ora lavorava per Nekron, discusse con Lex Luthor a proposito del suo ruolo nell'imminente crossover, La notte più profonda. Il Guardiano menzionò anche di "un altro" che Luthor avrebbe avuto sotto controllo. Il personaggio a cui si riferiva fu svelato utilizzando un'immagine di Conner che volava su Smallville. La sola elaborazione dopo la mostra dell'immagine di Conner fu "...Ma è morto. E noi controlliamo i morti. Per una volta rendo testimonianza al libro dei Neri, e mi domando cosa mi mostra, la morte ti salverà, Luthor. Da Brainiac. Da Superman. E da te stesso".
Nella storia di La notte più profonda, Conner Kent ritornò al presente. Vestì un maglione rosso della Smalville High School e si trovava in piedi dietro Martha e Clark in visita alla tomba di Jonathan Kent. Stringendo i pugni, Conner dichiarò "Io...Io sarei dovuto essere qui. Sarei dovuto essere io al suo posto...". Martha lo consolò e gli disse che Jonathan avrebbe voluto che lui e Clark "stessero a testa alta". Ignaro ai Kent, il Corpo delle Lanterne Nere era in cerca di Conner e di Clark, e di tutti gli eroi resuscitati.
Il Corpo inviò Kal-L e Lois Lane di Terra-Due ad attaccare la famiglia Kent dopo averli rianimati, e affermarono alla versione moderna dell'Uomo d'Acciaio, a Conner, e a Martha, che loro desideravano che la famiglia si riunisse con Jonathan Kent nella morte. Mentre Superman si batteva contro Kal-L, Conner incontrò la Lanterna Nera Psico-Pirata, che lo manipolò perché attaccasse Superman. Tuttavia, Conner ritornò in sé quando Kal-L era sul punto di strapare il cuore di Superman dal suo corpo. Utilizzando la sua telecinesi tattile per la seconda volta da quando resuscitò (la prima fu quando aiutò Tim ad irrompere in un vecchio laboratorio abbandonato di Luthor), Conner spinse Kal-L lontano da Superman. Quindi andò dietro lo Psico-Pirata, rubando la maschera di Medusa ed utilizzando i poteri emozionali per attirare gli anelli neri del potere, facendo sì che si allontanassero dai loro ospiti, riducendoli a non più di semplici cadaveri.
Superboy, insieme ai nuovi membri disponibili dei Teen Titans e della Justice League, giunse a Coast City per battersi contro Nekron, impersonificazione della Morte e responsabile della creazione delle Lanterne Nere. Nonostante fosse resuscitato, lo status precedente di Conner come deceduto permise lo stesso ad uno degli anelli neri di Nekron di tramutarlo in una Lanterna Nera. Lo si vide poi battersi contro Lex Luthor, che divenne un deputato dell'Agente Arancione, con una versione Lanterna Nera di Superman.
Il Conner Lanterna Nera attaccò la sua ragazza, dopo che l'Agente Arancione Larfleeze dirottò l'attenzione di Luthor, tutto mentre tentava di liberarsi dal controllo dell'anello nero. Conner riuscì a liberarsi del suo controllo in brevi lapsus di lucidità temporanei, che utilizzò per chiamare Krypto e avvertire Cassie che c'era una soluzione al suo problema. Mentre si trovava sotto la sua influenza, Conner mostrò un nuovo potere, il respiro artico, mentre tentava di ferire Wonder Girl a livello emotivo. La battaglia si spostò verso la Fortezza, dove Krypto capì a cosa si riferiva Conner quando gli disse di andare alla Fortezza della Solitudine: il cadavere di Conner, al momento si trovava all'interno della matrice di rinascita dove aspettava di essere resuscitato in Legion of Three Worlds. L'anello nero, confuso dal doversi confrontare con una resistenza inattesa da parte di Conner, lasciò il Conner vivente per andare ad attaccarsi a quello cadavere, ma Superboy risvegliò l'abilità del suo respiro artico, per congelare l'anello così che Cassie potesse lanciarlo in orbita. Dopo la riconciliazione, il trio si ri-diresse verso Coast City per la battaglia finale. Conner si vide per un brevissimo periodo in La notte più profonda n. 8 come membro, di breve vita, del Corpo delle Lanterne Bianche di Hal Jordan, composto da eroi che morirono e che tornarono in vita.

### Nuovo Krypton e il ritorno dei Titans (2009-2010)
Lo scrittore di Superman, James Robinson, affermò in un'intervista che Superboy era originariamente in lista per diventare il protagonista in Action Comics, dopo la partenza di Superman per Nuovo Krypton.
Fin dal suo ritorno, Conner fu visto giocare un ruolo di supporto nella storia Man of Valor di Superman, che vedeva protagonista Mon-El, che riempiva il vuoto di Superman come Uomo d'Acciaio mentre questi era su Nuovo Krypton. Mon-El chiese a Conner di entrare nella Fortezza della Solitudine utilizzando il DNA di Superman per ritrovare la nave spaziale con cui giunse da Daxam. Conner e Mon-El si unirono ad una squadra segreta della Legione dei Supereroi nel presente. Andarono su Nuovo Krypton per aiutare a sconfiggere Brainiac senza distruggere le città in bottiglie che si sarebbero un giorno unite ai Pianeti Uniti, e che erano ora la casa dei membri della futura Legione dei Supereroi.
In Superman: Last Stand of New Krypton, Superboy si alleò con la Legione dei Supereroi, assistendoli nelle loro missioni. Tuttavia, Zod ordinò di arrestare la squadra, affibbiando loro la nomina di "terroristi". Comunque, Superboy e la Legione presto sopraffecero i soldati kryptoniani, solo per essere attaccati dalla madre di Supergirl, Alura, che lo scambiò per un terrorista, basandosi sulla sua precedente esperienza contro Superwoman. Dopo che la controversia fu risolta, Superboy si unì a Supergirl e alla Legione per entrare nella nave di Brainiac. Nella nave, Superboy incontrò Lex, che lo rimpicciolì, inserendolo nella bottiglia della rimpicciolita Kandor. Qui, si trovò in contrasto con Zod, che lo sottomise, e guidò la sua armata fuori dalla bottiglia con un cristallo solare. Superboy infine si liberò dalla bottiglia, ora ingigantita da Supergirl, appena in tempo per sottoporsi ad una trasfusione di sangue per un Superman ferito.
Dopo gli eventi di Last Stand of New Krypton, Superboy fu mandato in ricognizione con il Guardiano, Acciaio, Nightwing, Flamebird e Krypto in War of the Supermen, a cui si unì per impedire al Generale Lane di mettere in atto il suo piano di spazzare via i Kryptoniani.
Dopo che Static, ora parte dell'Universo DC, fu rapito mentre visitava la sua casa a Dakota, i Teen Titans si diressero lì per aiutarlo. Frustrato dalla mancanza di progresso della squadra, Beast Boy telefonò a Cyborg (ora un membro della League) per andare in suo aiuto. Cyborg gli rispose arrabbiato di vedersela da solo, ma poi ripensò alla sua posizione e richiamò sia lui che Conner ai Laboratori S.T.A.R. per tentare di convincerli a ritornare nei Titans. Il resto dei Titans tentò di salvare Static da un potente massiccio metaumano noto come Holocaust, ma furono facilmente sconfitti. Mentre Holocaust si preparava a finire i giovani eroi, Conner, Bart e Cyborg irruppero dal muro, preparandosi ad affrontare il criminale. Conner rimarcò che forse era il momento che uscisse dal ritiro dai Titans.
Conner tentò disperatamente di sconfiggere il criminale, ma Holocaust si dimostrò abbastanza forte non solo da assorbire quasi tutti gli attacchi di Conner, ma anche di poter ferire il kryptoniano con i propri. Conner e Bart riuscirono a distrarre Holocaust abbastanza a lungo da permettere ai nuovi Titans di fuggire, e infine lo sconfissero con la forza dell'intera squadra. Durante il viaggio di ritorno a San Francisco, Conner chiese a Cassie se lei lo stesse ignorando, e lei rispose semplicemente di sì.

### Superboy (2010-presente)
Dopo la conclusione di War of the Supermen, lo scrittore Jeff Lemire e l'artista italiano Pier Gallo lanciarono una nuova serie su Superboy. In un'intervista con Newsarama, collegò la serie imminente come fece con Spider-Man: «Per Conner, la sua vita come Superboy continua a mescolarsi con la vita privata, e così tenta di trovare l'equilibrio».

## Poteri, abilità ed equipaggiamento

### Telecinesi tattile
Originariamente, l'unico potere di Superboy era un campo di forza telecinetico che circondava il suo corpo e gli forniva delle abilità simili a quelle di Superman come forza, volo e invulnerabilità. Il campo permetteva a Superboy di sollevare oggetti pesanti estendendo il campo intorno a lui e respingendo ogni oggetto solido che veniva in contatto con lui. Il campo gli permetteva anche di manipolare gli oggetti, piegarli in ogni forma che riusciva a visualizzare mentalmente, e de-assemblare cose come macchine e altre costruzioni complesse tramite il tatto. Durante l'addestramento di Knockout, Superboy imparò dei nuovi modi di utilizzare la sua telecinesi tattile come proiettare onde di forza telecinetica per distruggere pezzi interi di terreno ed estendere il suo campo ad un'altra persona. Superboy può anche manipolare le masse solide come i volumi della sabbia o della polvere, facendo sì che le singole particelle volassero via in maniera esplosiva, creando così nuvole di particelle o attacchi più potenti. Può fare la stessa cosa anche con le masse solide in pezzi, come lastre di cemento incrinato o di vetro frantumato. Il campo telecinetico riesce anche a liberare Superboy dalla presa di un nemico spingendolo verso l'esterno e costringendo il nemico ad indietreggiare, o di creare una bolla d'aria per respirare nello spazio.
Lo svantaggio principale dell'abilità tattile della telecinesi di Superboy è che mentre il campo può sopportare la forza fisica, è meno efficace nel bloccare l'energia radiante o conduttiva, come fuoco o raggi laser. Questo lo lascia suscettibile ad attacchi a base energetica. Con minore efficacia contro i materiali gassosi, può manipolare l'acqua con una certa difficoltà e proiettare la sua telecinesi tattile per creare una corrente di fuoco sott'acqua. Può utilizzare la sua telecinesi anche per deviare la lava ed evitare così di essere bruciato. Un altro vantaggio della telecinesi di Superboy è che non necessita dell'energia solare per funzionare, come per Superman. In "The Final Night", il sole della Terra fu divorato dal Mangiatore di Soli che indebolì Superman sensibilmente, ma il livello dei poteri di Superboy rimase lo stesso, e fu in grado di utilizzare la sua telecinesi tattile.
Il processo che rese geneticamente la fisiologia umana di Superboy simile a quella kryptoniana fu compiuto in un modo così dettagliato che divenne una batteria solare vivente, proprio come Superman, divenne vulnerabile alle radiazioni da kryptonite che lo facevano star male e si ipotizzò che c'era per lui la possibilità di ottenere dei super poteri che non derivavano dalla telecinesi tattile se fosse maturato fino a diventare il nuovo Superman o se avesse raggiunto la maggiore età come pianificato dal Progetto Cadmus. Come spiegato dalla sua controparte di una linea temporale alternativa, Black Zero, e mostrato quando lo stesso Superboy fu portato all'età adulta da Klarion, Conner ottenne dei nuovi super poteri, come la vista calorifica e il super udito quando giunse alla piena maturità, la sua telecinesi fu incrementata considerevolmente così come la sua invulnerabilità.

### Poteri kryptoniani
Durante Teen Titans, Superboy sviluppò i poteri kryptoniani come la vista calorifica, la vista a raggi-X e il super udito. Sviluppò anche l'invulnerabilità kryptoniana. Sviluppò anche una super forza a livello kryptoniano, come mostrato quando si batté contro il più potente Superboy-Prime e riuscì persino a ferirlo con alcuni dei suoi colpi, quando nemmeno personaggi come Black Adam riuscirono a farlo. Quando i Titans incontrarono i loro futuri sé stessi, scoprì che il suo futuro sé aveva un'abilità telecinetica maggiore (non più limitata da quella tattile), ed era più forte, più resistente e più veloce. Superboy affermò poi di aver sviluppato la vista telescopica e infine si immaginò come utilizzare il suo respiro artico. In Teen Titans fu anche mostrato che era più veloce, viaggiando da San Francisco all'Artide in meno di un'ora trasportando anche Nightwing. Superboy, come Superman, possiede questi poteri grazie all'esposizione e all'assorbimento dell'energia solare fornitagli dal sole giallo della Terra, e come Superman, divenne anche vulnerabile alla kryptonite e alla magia.
Nella storia Titans Tomorrow, il Superman Kon-El esibì i pieni poteri kryptoniani e la piena telecinesi con un controllo maggiore sui suoi campi telecinetici. In un combattimento contro il futuro Capitan Marvel, riuscì a pararsi da un attacco magico, un vantaggio che il Superman moderno non ebbe mai.
Un numero recente di Adventure Comics spiegò che da quando ritornò alla vita, fu addestrato nell'utilizzo dei suoi blocchi mentali più resistenti per difendersi contro il controllo mentale e le influenze esterne, come il lavaggio mentale utilizzata su di lui da Luthor. Fu tramite questo addestramento che riuscì a brevi periodi a uscire dall'influenza dell'anello nero del potere, utilizzando la vista calorifica per dare a Wonder Girl le istruzioni su come liberarlo da esso.
Dato che Superboy e Superman da giovane assorbirono meno energia solare di quella assorbita da Superman da adulto, Superboy è meno abile di Superman ad elaborare velocemente la giusta quantità di energia solare: come risultato, stressando i suoi poteri al punto dell'esaurimento fisico significherebbe la sua morte, quando il suo corpo comincerebbe a cibarsi letteralmente di sé stesso, incapace di assorbire l'energia solare abbastanza velocemente da potersi curare.

### Costumi ed equipaggiamento
- Costume originale: nella sua prima comparsa, Superboy indossava un costume rosso, blu e nero con accenti gialli e il tipico simbolo rosso e giallo sul petto; stivali neri con accenni di giallo, due cinture nere ed un'altra gialla sulla coscia destra, guanti rossi e un taglio di capelli a dissolvenza. La Newsboy Legion gli regalò un giubbotto di pelle nera che apparteneva ad un operaio di Cadmus e quando comparve nei programmi della WGBS, cominciò a vestire giubbotti di pelle nera con il simbolo di Superman completamente giallo sul retro, completi di occhiali da sole e un orecchino d'oro. Aveva un mantello rosso che si lasciò dietro quando se ne andò da Cadmus, poi ritrovato ed indossato quando divenne adulto in Sins of Youth. Superboy acquisì degli speciali occhiali rossi dal Professor Hamilton dopo che questi lo sottopose ad una diagnosi cellulare al Laboratori S.T.A.R. Gli occhiali gli fornirono la vista a raggi-x come quella di Superman, ma includevano anche altri poteri visivi, come la vista calorifica e vista infrarossi. Gli occhiali furono persi durante l'avventura con la Suicide Squad e utilizzati di nuovo contro Superboy dal Tecnico, un criminale inventore. Dopo aver ripreso i suoi occhiali, Superboy decise di contare sulle sue sole abilità naturali e li distrusse piuttosto che rischiare che finissero di nuovo nelle mani sbagliate.
- Superboy: The Last Boy on Earth: durante la saga Superboy: The Last Boy on Earth, i capelli del giovane eroe crebbero oltre le spalle che lo facevano somigliare al personaggio di Jack Kirby Kamandi; pantaloncini blu strappati, stivali rossi, guanti rossi ed una collana con una pietra al collo con una "S" gialla come medaglione che ricordava il mitico simbolo, ma che era invece un marchio serpentino del mercante di schiavi Sacker. Gli fu poi data una tunica blu.
- Dopo Sins of Youth: quando fu depotenziato dopo la storia di Sins of Youth, il suo costume fu una maglietta nera con una "S" rossa e gialla, pantaloni blu, guanti rossi, stivali rossi ed una cintura multiuso gialla. Utilizzava l'anello della Legione dei Supereroi per volare e successivamente un polsino dorato disegnato per lui dal Gadget Guru degli Hairies che era potenziato dallo stesso anello di volo. Questo permise a Superboy di volare e di nascondere uno scudo a forma di "S" fatto di una sostanza espandibile che l'eroe utilizzò in combattimento. Lo scudo poteva anche essere lanciato dal polsino dorato.
- Costume aggiornato: il suo costume successivo fu blu e rosso scuro con una giacca rossa e blu con un disegno corrispondente, guanti e stivali rossi con accenni gialli, occhiali rossi di un disegno avanzato, ed un nuovo taglio di capelli.
- Look da Teen Titans: il suo costume da Teen Titan e look corrente è molto più borghese e sobrio, con un paio di jeans e una maglietta nera con una "S" rossa. Aveva anche un taglio di capelli contemporaneo. Nella storia Superboy and The Legion da Teen Titans, indossò il classico costume di Superman, ma con la cintura della Legione. Durante i cinque mesi che passò nel futuro, si fece crescere i capelli così da somigliare a Superman.

## Controversie
Il 23 marzo 2006 il tribunale decise di affidare i diritti del personaggio di Superboy agli eredi di Jerry Siegel. La decisione, presa sei numeri prima della morte di Superboy in Crisi Infinita n. 6, affermò che i Siegel avevano posseduto "Superboy" fin dal 17 novembre 2004.
Anche se la DC Comics non possedeva più i diritti sul nome di "Superboy", Geoff Johns e Dan DiDio affermarono che la decisione di uccidere il personaggio non aveva nulla a che fare con la decisione giuridica, e che avrebbero solo dovuto rinominare il personaggio. Dopo la conclusione di Crisi Infinita, DiDio paragonò la morte di Superboy a quella di Spock in Star Trek II: L'ira di Khan (dove fu poi resuscitato), e affermò anche che era "morto come Blue Beetle".
In Secret Origins di Teen Titans, una storia di rinforzo nella serie del settimanale 52, un'illustrazione di Superboy fu cambiata con una di Wonder Girl a causa della disputa legale.
Sulla copertina di Teen Titans n. 46, l'insegna di Match (la versione Bizzarro di Conner) fu oscurata, e in Supergirl n. 18 (2007), la "S" sulla statua di Conner venne coperta. Quasi tutte le referenze al personaggio cambiarono da "Superboy" a "Conner".
Recentemente, sembrò che lo status legale venne quasi lasciato andare, in quanto il nome di Superboy venne utilizzato senza problemi in numerosi fumetti come Teen Titans, fin dal suo ritorno in Final Crisis: Legion of Three Worlds, con il suo logo non più oscurato.

## Crossover
Nella miniserie Marvel vs Dc Kon-El venne fatto scontrare con Spider-Man (non Peter Parker originale, bensì il suo clone Ben Reilly, all'epoca creduto da tutti il vero e originale Spider-Man), e perdette contro di lui per via di un risultato finale deciso dalle votazioni dei fan. Nell'Universo Amalgam Superboy e Spider-Man si fondono insieme creando l'incredibile Spider-Boy.

## Altre versioni
In Titans Tomorrow, venne introdotta una possibile versione futura di Conner Kent. Questa versione era adulta e molto più potente: la sua telecinesi tattile era incrementata al punto di riuscire a creare degli scudi in aggiunta ai suoi poteri kryptoniani pienamente sviluppati. Mise su la Fortezza del Paradiso vicino Smallville, dove Lex Luthor, il suo "Pa", ora viveva. Ad un certo punto, lui e Capitan Marvel Jr. combatterono per l'affetto di Cassie Sandsmark, la nuova Wonder Woman, che alla fine scelse Conner. Il suo costume fu molto simile a quello indossato dal Superman di Kingdom Come e alla versione del personaggio dei Fleischer Studios. Dopo una ricomparsa dei Titans futuri, fu introdotta una seconda versione alternativa come clone, da Tim Drake, che fu creato dopo la morte di Conner per mano di Superboy-Prime. Lui e gli altri Titans futuri furono inviati da Luthor a rendersi sicuri che il loro futuro fosse ancora in fase di passaggio così come la sconfitta dell'armata invadente degli Starro. Questo clone futuro fu successivamente ucciso con un colpo di pistola dal Batman futuro (Tim Drake), eliminando dall'esistenza questa versione di Conner. Tuttavia, venne mostrato un altro futuro alternativo, in cui Tim decise di prendere il posto di Batman da Bruce Wayne con la forza e unì poi le forze con Lex Luthor e Miss Martian. Dietro il gruppo si videro i cloni di Conner Kent e di Bart Allen.

## Altri media

### Videogiochi
Superboy è un personaggio giocabile nel videogioco SNES & Genesis The Death and Return of Superman del 1994, così come per tutti gli altri Superman introdotti.

### Televisione
- La seconda stagione della serie animata Legion of Super Heroes vide la versione futura di Superman al fianco di Clark Kent. Questo secondo Superman, chiamato Kell-El, è un clone del Superman originale; proviene dal XLI secolo e fu creato per opporsi al criminale Imperiex. Kell-El aveva una varietà diversa di poteri da quelli di Superman ed era immune alla kryptonite. Il concetto del personaggio si basa sul Superboy Kon-El, l'Eradicatore e Lar Gand, indossando un costume simile al secondo indossato da Kon-El, indossato da questi prima della fine della serie e prima che la Young Justice si sciogliesse.
- Anche se il personaggio di Superboy non compare in Superman: Doomsday, alcuni elementi della sua storia sono utilizzati da un secondo Superman, un clone dell'originale, quando comparve verso la fine del film. In più, i cloni-Superman parzialmente maturi di Lex Luthor somigliano a Kon-El.
- Kon-El compare nella serie animata del 2011 Young Justice, che è la prima apparizione a cartoni animati del personaggio. Qui indossa una versione leggermente modificata del suo solito costume e verrà doppiato in originale dall'attore Nolan North.
- Conner Kent fa la sua comparsa anche nella decima stagione della serie televisiva Smallville, nella quale è interpretato dall'attore Lucas Grabeel: è presentato inizialmente come Alexander, un clone adolescente di Lex Luthor contenente metà DNA di Clark Kent, di cui manifesta i poteri; viene controllato grazie alla kriptonyte rossa da Lionel Luthor, ma viene poi salvato da Clark che lo fa entrare nella famiglia Kent. Il nome "Conner" nel telefilm deriva dalla sigla CNR, la lettura al contrario del nome con cui lo chiamano gli scienziati che l'hanno analizzato: RNC, ossia Replicante Neuroplastico Cognitivo.
- Conner compare anche nella seconda stagiona della serie televisiva Titans, interpretato da Joshua Orpin.